# Gefüge (Geologie)
Das Gefüge ist in der Geologie die Raumlage und Anordnung von Gesteinen und Gesteinsbestandteilen. Es umfasst
- das Korngefüge: die Ausbildung der gesteinsbildenden Minerale
- das Großgefüge: das Gestein als Ganzes und seinen Verbund mit anderen Gesteinen.

Typische Gefüge-Elemente sind unter anderem Korngröße und -form, Schichtung, Schieferung oder Klüftung.
Die Gefügekunde dient der Aufnahme, Abbildung und Auswertung von Gefügemerkmalen. Ihre Auswertung erlaubt Rückschlüsse auf die Entstehung eines Gesteins (Petrogenese) sowie der beteiligten Prozesse. Im Bergbau oder in ingenieurgeologischen, hydrogeologischen oder lagerstättenkundlichen Anwendungen ist die Gefügeauswertung eine wichtige Grundlage bei der Planung und Durchführung von Maßnahmen.

## Korngefüge
Das Korngefüge eines Gesteins wird mikroskopisch an Dünnschliffen in der Petrografie untersucht. Beschrieben werden die einzelnen Körner bzw. Phasen, d. h. die einzelnen Minerale und sonstigen Bestandteile eines Gesteins.
Korngefügemerkmale sind:
- räumliche Anordnung und Orientierung (Textur)
- absolute und relative Korngröße, Form und gegenseitige Abgrenzung der Körner (Struktur)
- sonstige Eigenschaften.

## Großgefüge
Das Großgefüge beschreibt räumliche Beobachtungen vom Handstück eines Gesteins bis zum geologischen Profil. Es lässt sich an Schichtgrenzen, Klüften und Störungen als Flächengefüge oder als Lineargefüge an Faltenachsen beschreiben.
Mit einem Gefügekompass werden in einem Arbeitsschritt die räumliche Lage einer Schicht oder anderer planarer oder linearer geologischer Strukturen vermessen.

## Primär- und Sekundärgefüge

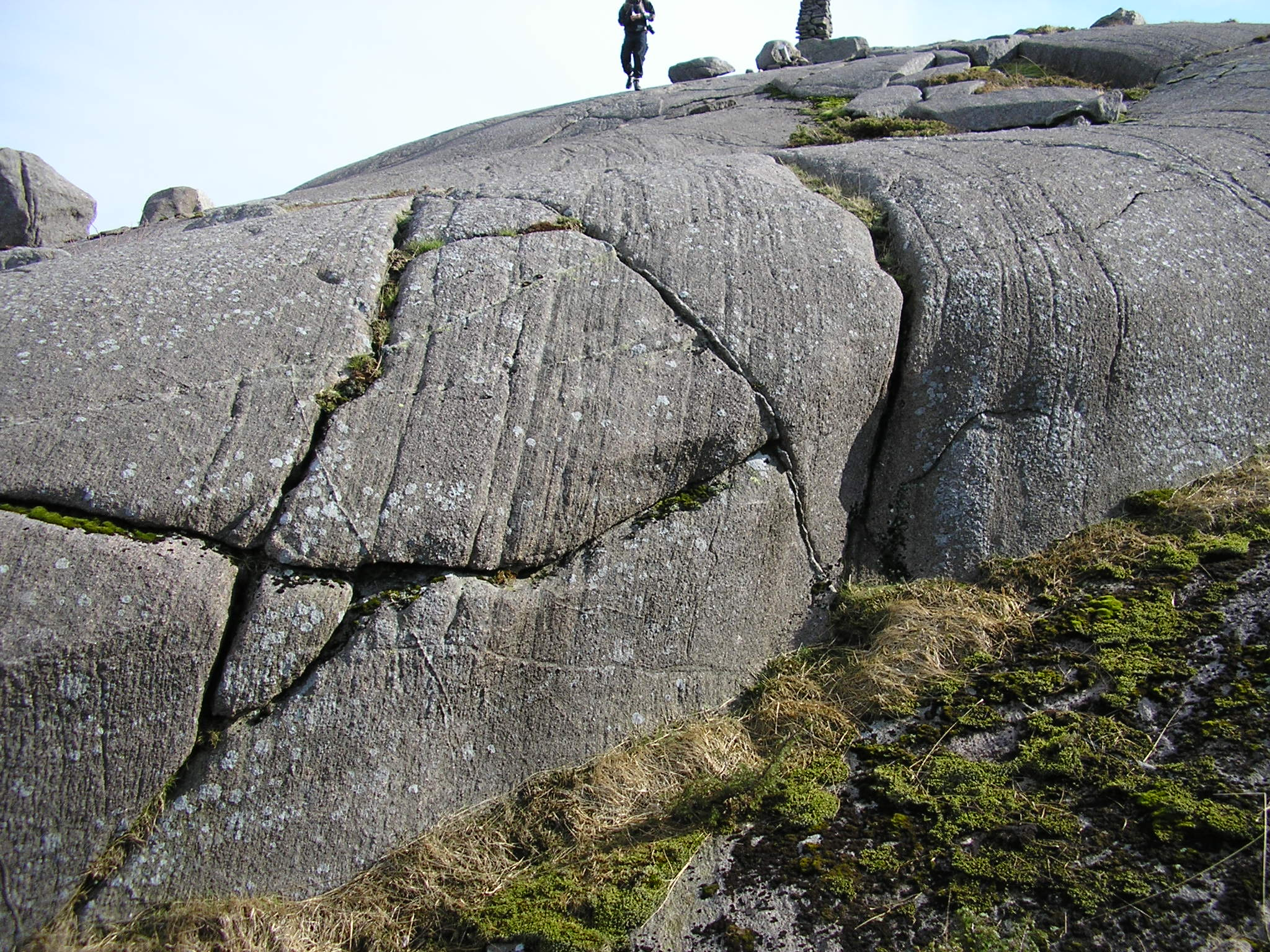
Das magmatische Primärgefüge in einen norwegischen Anorthosit ist als fast senkrechte Streifung sichtbar

Das „Primärgefüge“ eines Gesteins oder einer geologischen Struktur wird durch die Entstehung angelegt (z. B. das Korngefüge durch die Kristallisation oder die Schichtung durch die Sedimentation).
Nachfolgende Ereignisse (z. B. Tektonik) ändern Gefügeeigenschaften und hinterlassen ein „Sekundärgefüge“.

## Beispiele
Ist die altersmäßige Ablagerungsfolge eines Gesteinskomplexes unklar (normal oder überkippt?), so können Geopetalgefüge zur Bestimmung der Lagerung herangezogen werden.